# ويليام الأول. نولان
ويليام الأول. نولان هو سياسي أمريكي، ولد في 14 مايو 1874 في سانت بول في الولايات المتحدة، وتوفي في 3 أغسطس 1943 في وينونا في الولايات المتحدة. نشط حزبياً في الحزب الجمهوري. وقد انتخب عضو مجلس النواب الأمريكي ‏.